# BK Boedivelnyk Kiev
Basketbolnyj kloeb Boedivelnyk Kiev (Oekraïens: баскетбольный клуб Будіве́льник "Київ") is een professionele basketbalclub uit Kiev, Oekraïne. Het team speelde in de Oekraïense Basketbal Super Liga, die zich afscheidde van de Oekraïense Basketbal Federatie. Het team viel samen met IJshockey Club Boedivelnyk onder dezelfde omnisportvereniging Boedivelnyk.

## Geschiedenis
De club is opgericht in 1945 als "SKIF Kiev" en was een van de belangrijkste clubs van de vroegere Sovjet-Unie. De club werd opgericht als een team voor de Republican Trade Union Volunteer Sport Society Avanhard en werd gesponsord door de lokale bouw multinational Kievmiskboed-4 (Kiev-Constructie-4). In de tijd van de Sovjet-Unie speelde Boedivelnyk zijn thuiswedstrijden in het Sportpaleis voor 7.000 toeschouwers. De club werd kampioen van de Sovjet-Unie in 1989 en werd zes keer kampioen van Oekraïne totdat ze in financiële problemen kwam en degradeerde naar een lagere divisie. In 2006 werd de club gered door een groep zakenmensen die geld in de club stak. Dit had tot gevolg dat de club snel terugkwam in de hoogste divisie van Oekraïne en ook een van de sterkste teams werd. In maart 2010 waren er gesprekken met de directeur van EuroLeague Basketball, Jordi Bertomeu, over de mogelijke toetreding van Boedivelnyk in de EuroLeague.
Op 21 juni 2018 kondigde de Oekraïense Basketbal Federatie aan dat Boedivelnyk niet mocht deelnemen aan de Oekraïense Basketbal Super liga vanwege schulden bij hun spelers.
In 2020 hervatte Boedivelnyk haar activiteiten en schreven ze zich in voor het SuperLeague-seizoen 2020-21. Het transferverbod door de FIBA, dat in 2018 werd afgedwongen, werd opgeheven.

## Naam
In 1962 kreeg de club de Oekraїense naam Boedivelnyk (de Russische naam Stroitel). De club speelt sinds het uiteenvallen van de Sovjet-Unie in 1991 onder de Oekraïense naam Boedivelnyk. De naam van de club betekent "Bouwer" in het Oekraïens en Russisch.

## Erelijst
- Landskampioen Sovjet-Unie: 1
  - Winnaar: 1989
  - Tweede: 1965, 1966, 1977, 1979, 1980, 1981, 1982
  - Derde: 1962, 1964, 1970, 1974, 1983, 1984, 1988, 1990

- Bekerwinnaar Sovjet-Unie:
  - Runner-up: 1969, 1972

- Landskampioen Oekraïense SSR: 20
  - Winnaar: 1955, 1958, 1959, 1960, 1961, 1964, 1965, 1966, 1972, 1973, 1974, 1976, 1977, 1980, 1981, 1982, 1984, 1986, 1987, 1988

- Landskampioen Oekraïne: 11
  - Winnaar: 1992, 1993, 1994, 1995, 1996, 1997, 2011, 2013, 2014, 2017, 2023
  - Tweede: 1998, 2010, 2016
  - Derde: 1999, 2015

- Bekerwinnaar Oekraïne: 5
  - Winnaar: 1996, 2012, 2014, 2015, 2021
  - Runner-up: 2016

- Supercup winnaar Oekraïne:
  - Runner-up: 2021

## Bekende (oud)-coaches
- -- Zoerab Chromajev
- - Vadim Hladoen
- - Volodymyr Sjablinski
- Hennadij Zasjtsjoek
- Jevhen Moerzin
- Oleksandr Lochmantsjoek

## Bekende (oud)-spelers
| - - Mykola Bahlej - - Oleksandr Bilostinnyj - - Vadim Hladoen - - Serhij Kovalenko - - Anatolij Kovtoen - - Oleksandr Lochmantsjoek - - Jevhen Moerzin - - Ihor Pintsjoek - - Andrij Podkovyrov - - Anatolij Polivoda | - - Heorhij Reztsov - - Oleksandr Salnikov - - Albert Valtin - - Oleksandr Volkov - - Vladimir Tkatsjenko - Mykola Chrjapa - Igor Gratsjev - Valeri Koroljov - Reggie Upshaw - Brandon Armstrong |